# Albert Powys

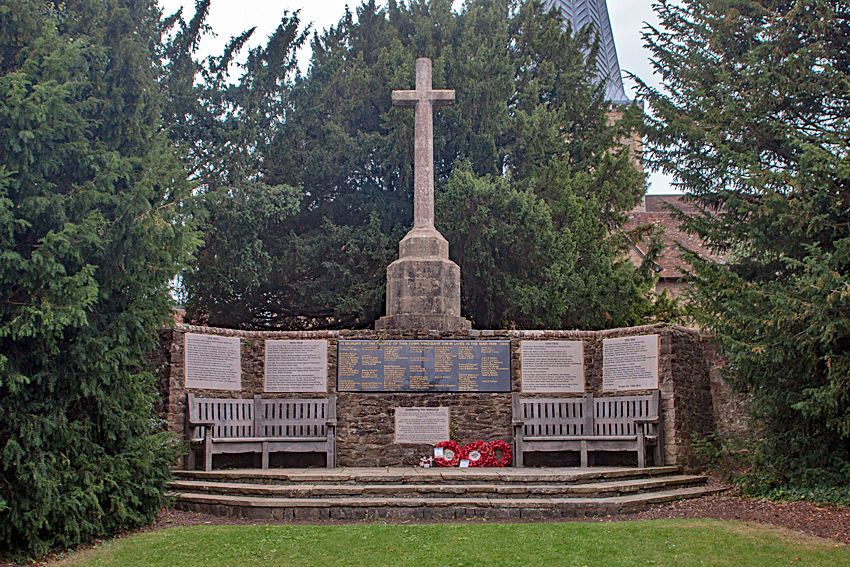
Monumento a los caídos en Godalming

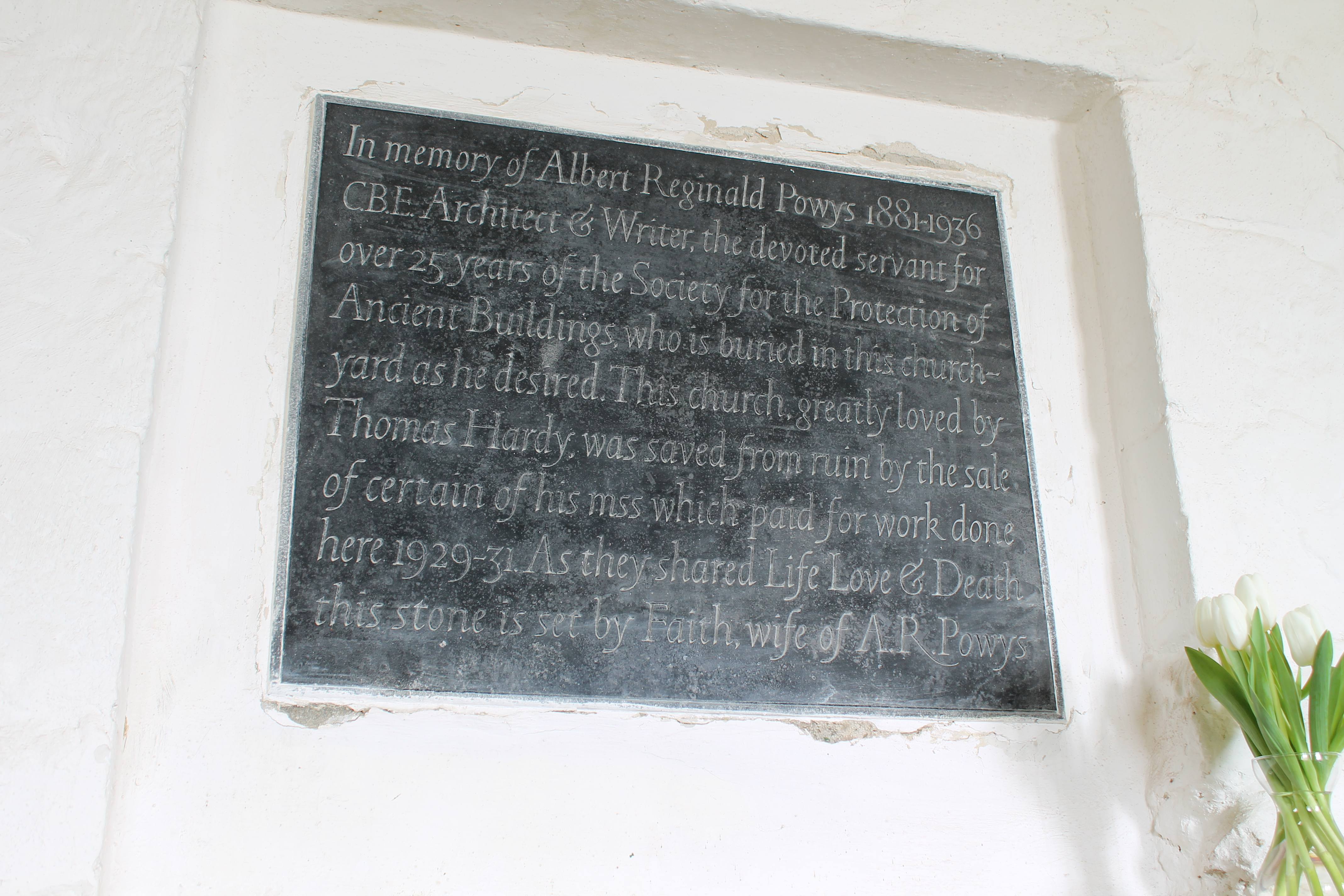
Placa en memoria a Albert Powys, en St Andrew's, Winterborne Tomson.

Albert Reginald Powys CBE (1881–1936) fue arquitecto y Secretario de la Sociedad para la Protección de Edificios Antiguos durante unos 25 años a principios del siglo XX.

## Biografía
Powys nació en una familia literaria grande y notable en 1881. Sus hermanos incluían a John Cowper Powys, Llewelyn Powys, Theodore Francis Powys y Philippa Powys.  Albert ('Bertie') primero asistió a la Escuela Preparatoria de Sherborne (bajo la dirección de William Heitland Blake), y desde septiembre de 1895 hasta abril de 1899 fue alumno de la Escuela de Sherborne, donde se alojaba en The Green, dirigido en ese momento por el prefecto de estudios T.W. Wilson. A diferencia de sus hermanos, John Cowper Powys (1872-1963) y Littleton Charles Powys (1874-1955), Albert no avanzó más allá del grado VA, pasando gran parte de su tiempo aprendiendo carpintería en el taller de la escuela bajo la supervisión del Sr. Bishop. Sus días de escuela fueron descritos más tarde en la revista escolar, The Shirburnian (junio de 1936): "No tuvo un papel destacado en la vida escolar; no fue un gran atleta; de hecho, como ha sucedido con muchos otros, el cricket significaba poco o nada para él; pero la belleza del campo alrededor de Sherborne, y la Abadía, los edificios de la Escuela, las iglesias y casas antiguas de los alrededores, y el taller de la Escuela significaban mucho; y fue en gran medida aquí donde se sembraron las semillas que dieron fruto en su valioso trabajo de vida".Escribió un influyente estudio sobre la práctica de conservación, "Reparación de Edificios Antiguos", publicado en 1929. Entre varias restauraciones, llevó a cabo muchas construcciones y reconstrucciones en el Jardín del Castillo de Sissinghurst para Vita Sackville-West y Harold Nicolson, donde el Muro Powys en el Jardín de Rosas fue nombrado en su honor.
Al ingresar en la Escuela de Sherborne en septiembre de 1895, se registró en el libro de ingresos bajo 'Pursuit Proposed in Life' que Albert deseaba convertirse en ingeniero civil, pero para cuando dejó la escuela en abril de 1899 había decidido convertirse en arquitecto. Fue aprendiz durante tres años con C.B. Benson de Yeovil, y luego trabajó para Walter Frederick Cave (1863-1939) y luego para William Weir (1865-1950) de SPAB, quien lo instruyó en el método de reparación de edificios antiguos, y de 1903 a 1908 ayudó a supervisar la reparación de iglesias en toda Inglaterra. Asistió al Politécnico de Regent Street, pasando el examen calificativo en 1904, y en 1905 fue nombrado Asociado del Real Instituto de Arquitectos Británicos (ARIBA), apoyado por J. Slater, L. Solomon y G. Hubbard. En 1908 estableció una práctica independiente en Londres, y desde 1925 fue socio de John Eric Miers Macgregor FRIBA, FSA OBE (1890-1984). Desde 1912 hasta su muerte, Albert se desempeñó como Secretario de la Sociedad para la Protección de Edificios Antiguos (SPAB), fundada en 1877 por William Morris y Philip Webb.
En 1924, Albert diseñó para su hermano Littleton la Casa Quarry en The Avenue, Sherborne, en la que Littleton se mudó el 1 de enero de 1925. La casa fue construida utilizando piedra de Stalbridge y piedra de Ham Hill. Littleton describió la Casa Quarry en su autobiografía:

'Habíamos pedido a mi hermano A.R. que diseñara la casa; le habíamos dado una idea de lo que queríamos, una casa de diseño simple sin aleros y excrescencias extrañas, que en aquellos días parecían tan prevalentes, una casa construida de piedra en un estilo georgiano tardío, con ventanas de guillotina y grandes aleros y un buen tejado de pizarra inclinado; el tipo de casa conectada en nuestras mentes con las antiguas rectorías de campo, las más cómodas de todas las casas para vivir.  Vio de inmediato lo que teníamos en mente y pronto produjo sus planos; estos permanecieron sin cambios excepto por la adición de una terraza amurallada frente a la casa.'
Albert Reginald Powys, The Joy of It (1937)

Littleton vendió la Casa Quarry en junio de 1950 y en septiembre de 1950 se mudó a West Pennard. Diseñó el monumento conmemorativo de guerra de Godalming, otro monumento en Leeds y otro en Blo' Norton en Norfolk. Los tres están catalogados como Grado II.
Powys falleció en 1936 y está enterrado en la Iglesia de San Andrés, Winterborne Tomson, Dorset, donde una placa conmemorativa recuerda su vida y su restauración de la iglesia en 1931.